# Aconitum hiroshi-igarashii
Aconitum hiroshi-igarashii är en ranunkelväxtart som beskrevs av Yuichi Kadota. Aconitum hiroshi-igarashii ingår i släktet stormhattar, och familjen ranunkelväxter. Inga underarter finns listade i Catalogue of Life.